# 2725 David Bender
2725 David Bender è un asteroide della fascia principale del diametro medio di circa 40,14 km. Scoperto nel 1978, presenta un'orbita caratterizzata da un semiasse maggiore pari a 3,0367777 UA e da un'eccentricità di 0,1490302, inclinata di 15,60718° rispetto all'eclittica.